# Celeste Holm
Celeste Holm (29 d'abril de 1917, Nova York, Estats Units - ibídem, 15 de juliol de 2012) fou una actriu estatunidenca, mare del pioner de la informàtica Ted Nelson, inventor de l'hipertext.

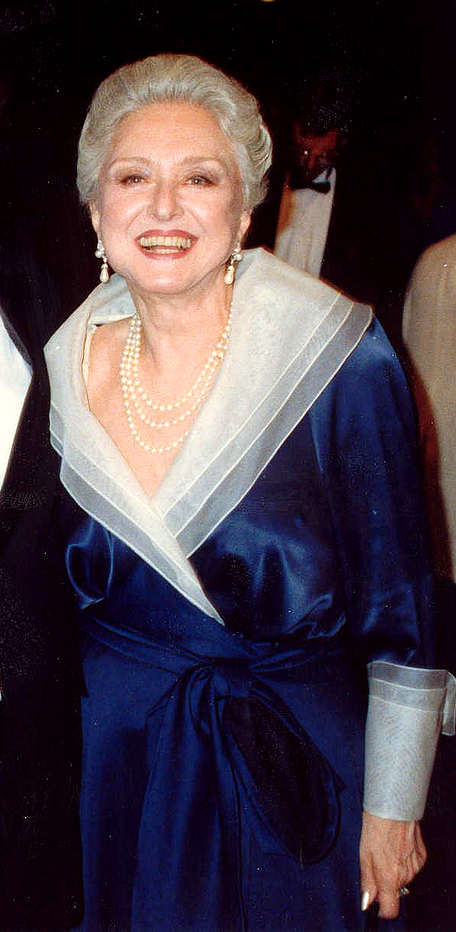
Celeste Holm a la Cerimònia dels Oscars el 1988

Celeste Holm és filla única. La seva mare era pintora i el seu pare treballava en seguretat. Va estudiar teatre a la Universitat de Chicago i va fer el seu començament en escena el 1936. Va treballar a Broadway quan tenia 19 anys. Ha aparegut en moltes obres, entre les quals A Letter to Three Wives, i Three Men and a Baby. Va signar amb la 20th Century per a la seva primera pel·lícula Three Little Girls in Blue. Amb la seva tercera pel·lícula Gentleman's Agreement, va guanyar l'Oscar a la millor actriu secundària i un Globus d'Or. Serà igualment nominada dues vegades en els Oscars per a la seva interpretació a Come To Stable (1949) i Tot sobre Eva (1950). Celeste era una estrella a qui agradava el teatre, se’n va anar de Hollywood i no hi va tornar més que per a dues comèdies musicals de la MGM als anys 50, The Tender Trap (1955) i Alta societat (1956). A més a més de la seva carrera teatral, Celeste Holm va aparèixer a la televisió en les seves pròpies sèries Honestly Celeste (1954) i Who Pays ? (1959).

## Filmografia
Cinema
- Three Little Girls in Blue (1946)
- Carnival in Costa Rica (1947)
- Gentleman's Agreement (1947)
- Road House (1948)
- The Snake Pit (1948)
- Chicken Every Sunday (1949)
- A Letter to Three Wives (1949) (veu com "Addie Ross")
- Come to the Stable (1949)
- Everybody Does It (1949)
- Champagne for Caesar (1950)
- Tot sobre Eva (All About Eve) (1950)
- The Tender Trap (1955)
- Alta societat (High Society) (1956)
- Bachelor Flat (1962)
- Doctor, You've Got to Be Kidding! (1967)
- Tom Sawyer (1973)
- Bittersweet Love (1976)
- The Private Files of J. Edgar Hoover (1977)
- The Shady Hill Kidnapping (1982) (telefilm de John Cheever)
- Tres solters i un biberó (Three Men and a Baby) (1987)
- Still Breathing (1997)
- Broadway: The Golden Age, by the Legends Who Were There (2003) (documental)
- Alchemy (2005)
- Driving Me Crazy (2009)
- My Guaranteed Student Loan (2010)

Televisió
- 1953: Hollywood opening night Episodi Mrs. Genius
- 1954: "Honestly Celeste"
- 1959: "Who Pays" ?
- 1961: Dr. Kildare
- 1965: Cinderella Telefilm
- 1965: El Fugitiu Episodi The Old Man Picked A Lemon
- 1966: Meet me in Saint Louis Telefilm
- 1967: El Fugitiu Episodi Escàndol immobiliari
- 1974: Els carrers de San Francisco Episodi Crossfire
- 1976: Columbo Episodi Homicidi a l'antiga
- 1981: Falcon Crest - Fulletó TV
- 2004: Whoopi

## Premis i nominacions
Premis

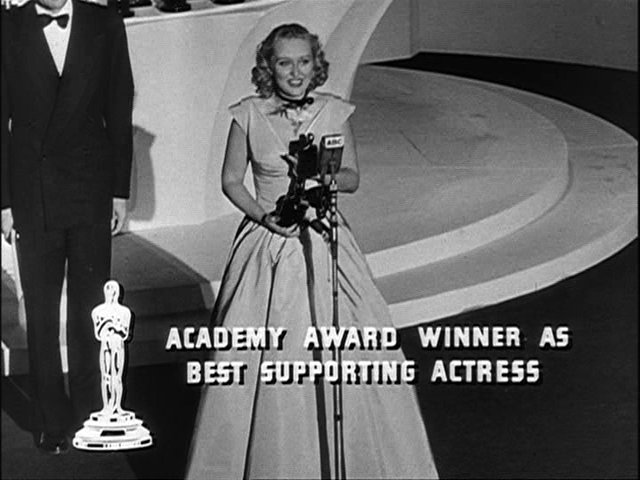
Celeste Holm rebent el seu Oscar

- 1948: Oscar a la millor actriu secundària per a la seva interpretació a Gentleman's Agreement d'Elia Kazan.
- 1948: Globus d'Or a la millor actriu secundària per a la seva interpretació en Gentleman's Agreement.
- 1968: Rep el premi Sarah Siddons, que va ser creat per a les necessitats de la pel·lícula Tot sobre Eva, on va participar.

Nominacions
- 1949: Oscar a la millor actriu secundària per Come to the Stable de Henry Koster.
- 1950: Oscar a la millor actriu secundària, per Tot sobre Eva de Joseph Leo Mankiewicz.